# Martyna Swatowska-Wenglarczyk
Martyna Swatowska-Wenglarczyk (Stettino, 8 luglio 1994) è una schermitrice polacca, specializzata nella spada.

## Biografia
Sposata con l'ex schermidore, nonché suo allenatore, Jan Wenglarczyk, lavora come fisioterapista pediatrica a Katowice.

## Carriera
Nel 2023 si è laureata campionessa del mondo nella spada a squadre ai Mondiali di Milano, assieme a Renata Knapik-Miazga, Magdalena Pawłowska e Ewa Trzebińska, sconfiggendo in finale l'Italia per 32-28. Nel 2024 ha vinto la medaglia di bronzo, nella stessa prova, alle Olimpiadi di Parigi, con Knapik-Miazga, Aleksandra Jarecka e Alicja Klasik, sconfiggendo al minuto supplementare la Cina per 32-31.

## Palmarès
- Giochi olimpici

Parigi 2024: bronzo nella spada a squadre.
- Mondiali

Milano 2023: oro nella spada a squadre.
Il Cairo 2022: bronzo nella spada a squadre.
- Europei

Adalia 2022: bronzo nella spada a squadre.
- Giochi europei

Cracovia 2023: argento nella spada individuale.
- Giochi mondiali universitari

Napoli 2019: bronzo nella spada a squadre.
Taipei 2017: bronzo nella spada a squadre.
- Europei Under-23

Plovdiv 2016: bronzo nella spada a squadre.
Vicenza 2015: bronzo nella spada a squadre.
- Giochi olimpici giovanili

Singapore 2010: argento nella gara mista; bronzo nella spada individuale.
- Europei cadetti

Klagenfurt 2011: argento nella spada a squadre.